# Valdemar Rørdam

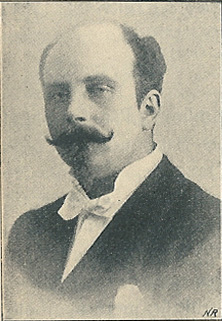
Valdemar Rørdam

Valdemar Rørdam (* 23. September 1872 in Dalby auf Seeland; † 13. Juli 1946 in Holbæk) war ein dänischer Dichter.
Rørdam war ein aus einer alten Gelehrtenfamilie stammender Pfarrerssohn. Sein Vater Hans Kristian Rørdam (1842–1924) wurde selbst als Kirchenlieddichter bekannt. Da Rørdam in seinen frühen Jahren an einem Lungenleiden laborierte, hielt er sich in dieser Zeit im Schwarzwald auf. Er studierte moderne Sprachen in Kopenhagen und lebte ab 1899 als freier Schriftsteller und Rezensent.
In seiner literarischen Laufbahn trat er als sehr fruchtbarer Lyriker und Versepiker hervor, der virtuos Sprache und Rhythmus zu handhaben verstand. In seinen Dichtungen drückt sich sein starkes Nationalgefühl aus. Ferner verfasste Rørdam Prosatexte. Auch übersetzte er Werke von u. a. Kipling und Puschkin ins Dänische. Er war ein strikter Gegner des sowjetischen Kommunismus. In fortgeschrittenem Alter zeigte er, als Dänemark während des Zweiten Weltkriegs von deutschen Truppen besetzt war, Sympathien für Adolf Hitler und den Nationalsozialismus. Dies zog ihm eine gesellschaftliche Ächtung zu.

## Werke (Auswahl)
- Sol og sky, Gedicht, 1895
- Tre strænge, Gedicht, 1897
- Paa höjskole, 1898
- Bjovulv, Epos, 1899
- Karen Kjeldsen, 1900
- Dansk tunge, Gedicht, 1901
- Gudrun Dyre, Epos, 1902
- Kærlighedsdigte, 1903
- Karneval, 1903
- Den gamle kaptajn, Erzählungen, 3 Bände, 1906–07
- Under åben himmel, 1908
- Grønlandsfærd, Drama, 1909
- Luft og land, 1910
- Strid og strengeleg, 1912
- Lykkelige barndom, 1915
- Den gamle præstegaard, Gedicht, 1916
- Købstad-Idyller, Gedicht, 1918
- Afrodites boldspil, 1920
- Jens Hvas til Ulvborg, Epos, 2 Bände, 1922–23
- Sangen om Danmark, Gedicht, 1923
- Fugleviser, 1924
- Buddha, Drama, 1925
- Af et barns verden, Erinnerungen, 5 Bände, 1932–43
- Holeby, Gedicht, 1940
- Mulig- og umuligheder for en dansk nordisk Fremtid, 1942
- Tale fra Skafottet, 1945

## Ausgabe
- A. und S. Swane (Hrsg.): Utvalgte digte 1895–1940, Kopenhagen 1966

## Auszeichnungen
- 1937 Literaturpreis Drachmannlegatet